# Aschaffenburg Challenger
L'Aschaffenburg Challenger è stato un torneo professionistico di tennis giocato su campi in terra rossa. Faceva parte dell'ATP Challenger Series. Si giocava annualmente a Aschaffenburg in Germania.

## Albo d'oro

### Singolare
| Anno | Campione         | Finalista       | Punteggio           |
| ---- | ---------------- | --------------- | ------------------- |
| 2004 | Leonardo Azzaro  | Tobias Summerer | 6–4, 6(7)–7, 7–6(2) |
| 2003 | Dieter Kindlmann | Marcello Craca  | 6–3, 6–4            |
| 2002 | Olivier Mutis    | Potito Starace  | 6–4, 6–0            |
| 2001 | Simon Greul      | Martin Verkerk  | 7–6(5), 6–2         |
| 2000 | Nicolas Coutelot | Luis Horna      | 6(2)–7, 6–3, 6–1    |
| 1999 | Rene Nicklisch   | Luis Horna      | 3–6, 6–2, 7–6       |

### Doppio
| Anno | Campioni                           | Finalisti                             | Punteggio           |
| ---- | ---------------------------------- | ------------------------------------- | ------------------- |
| 2004 | Ota Fukárek Jan Vacek              | Kornel Bardoczky Gergely Kisgyorgy    | 3–6, 6–4, 6–3       |
| 2003 | Karsten Braasch Franz Stauder      | Jan Frode Andersen Philipp Petzschner | 6–4, 7–5            |
| 2002 | Diego del Río Andrés Schneiter     | Kornel Bardoczky Zoltan Nagy          | 6–3, 3–6, 6–3       |
| 2001 | Aleksandar Kitinov Dušan Vemić     | Karsten Braasch Franz Stauder         | 6(3)–7, 6–4, 7–6(6) |
| 2000 | Petr Luxa David Škoch              | Marcus Hilpert Vaughan Snyman         | 6–2, 6–3            |
| 1999 | Francisco Cabello Michael Kohlmann | Vincenzo Santopadre Cristiano Testa   | 1–6, 6–3, 6–4       |